# Danh sách đĩa nhạc của Lee Hi
Danh sách đĩa nhạc của nữ ca sĩ Hàn Quốc Lee Hi gồm 3 album phòng thu, 1 đĩa mở rộng, và 10 đĩa đơn(chỉ tính ở tư cách hát chính).
Lee Hi là Á quân của cuộc thi K-pop Star mùa 1 của đài SBS. Đĩa đơn đầu tay tên "1.2.3.4" của cô ấy đã ra mắt vào ngày 28 tháng 10 năm 2012, và đạt hạng 1 với doanh số tuần đầu là 667,549 lượt tải xuống. Ngày 28 tháng 3 năm 2013, Lee Hi đã ra mắt album đầu tay của cô ấy, nó đã bán được 17,309 bản và 5,488,390 đĩa đơn kĩ thuật số. Gần cuối năm 2013, Lee Hi cùng với Park Bom của nhóm 2NE1 đã có màn hợp tác với nhau và cho ra mắt bản hát lại từ đĩa đơn của Mariah Carey, "All I Want for Christmas Is You". Năm 2014 cô ấy đã cùng nữ thành viên của nhóm Akdong Musician là Lee Suhyun thành lập nhóm nhỏ và ra mắt "I'm Different", hợp tác với Bobby của iKON. Sau 3 năm ra mắt album đầu tay, Lee Hi đã ra mắt nửa album thứ 2 mang tên Seoulite ở dạng kĩ thuật số vào ngày 9 tháng 3 năm 2016, gồm 5 bài hát. Phiên bản đầy đủ của Seoulite cũng đã được ra mắt vào ngày 20 tháng 4 và gồm 11 bài hát.
Tính đến  ngày 16 tháng 6 năm 2016, Lee Hi đã tiêu thụ được hơn 11.8 triệu bản thu âm.

## Album

### Album phòng thu
| Tên                                                             | Thông tin                                                                               | Vị trí cao nhất | Vị trí cao nhất | Vị trí cao nhất | Doanh số                 |           |
| Tên                                                             | Thông tin                                                                               | Hàn             | Nhật            | Mỹ Thế giới     | Doanh số                 |           |
| Tiếng Hàn                                                       | Tiếng Hàn                                                                               | Tiếng Hàn       | Tiếng Hàn       | Tiếng Hàn       | Tiếng Hàn                | Tiếng Hàn |
| --------------------------------------------------------------- | --------------------------------------------------------------------------------------- | --------------- | --------------- | --------------- | ------------------------ | --------- |
| First Love                                                      | - Ngày: 7 tháng 3 năm 2013 (Nửa) - Hãng: YG Entertainment - Định dạng: CD, Tải nhạc     | 3               | —               | 3               | - Hàn: 19,436            |           |
| First Love                                                      | - Ngày: 28 tháng 3 năm 2013 (Đầy đủ) - Hãng: YG Entertainment - Định dạng: CD, tải nhạc | 3               | —               | 15              | - Hàn: 19,436            |           |
| Seoulite                                                        | - Ngày: 9 tháng 3 năm 2016 (Nửa) - Hãng: YG Entertainment - Định dạng: CD, tải nhạc     | 9               | —               | 3               | - Hàn: 8,356 - Mỹ: 3,000 |           |
| Seoulite                                                        | - Ngày: 20 tháng 4 năm 2016 (Đầy đủ) - Hãng: YG Entertainment - Định dạng: CD, tải nhạc | 9               | —               | —               | - Hàn: 8,356 - Mỹ: 3,000 |           |
| Tiếng Nhật                                                      |                                                                                         |                 |                 |                 |                          |           |
| Lee Hi Japan Debut Album                                        | - Ngày: 21 tháng 3 năm 2018 - Hãng: YGEX - Định dạng: CD, tải nhạc                      | —               | 70              | —               | - Nhật: 1,183            |           |
| "—" tức album không xếp hạng hoặc không ra mắt tại quốc gia này |                                                                                         |                 |                 |                 |                          |           |

## Đĩa mở rộng
| Tên  | Thông tin                                                                      | Vị trí cao nhất | Vị trí cao nhất | Vị trí cao nhất | Doanh số                 |
| Tên  | Thông tin                                                                      | Hàn             | FRA Digital     | US World        | Doanh số                 |
| ---- | ------------------------------------------------------------------------------ | --------------- | --------------- | --------------- | ------------------------ |
| 24°C | - Ngày: 30 tháng 5 năm 2019 - Hãng: YG Entertainment - Định dạng: CD, tải nhạc | 11              | 129             | 7               | - Hàn: 5,285 - Mỹ: 1,000 |

## Đĩa đơn

### Với tư cách hát chính
| Năm                                                               | Tên                                                | Vị trí cao nhất | Vị trí cao nhất | Vị trí cao nhất | Vị trí cao nhất | Vị trí cao nhất | Doanh số                      | Album                         |
| Năm                                                               | Tên                                                | Hàn             | Hàn             | MLY             | NZ Hot          | US World        | Doanh số                      | Album                         |
| Năm                                                               | Tên                                                | Gaon            | Hot             | MLY             | NZ Hot          | US World        | Doanh số                      | Album                         |
| ----------------------------------------------------------------- | -------------------------------------------------- | --------------- | --------------- | --------------- | --------------- | --------------- | ----------------------------- | ----------------------------- |
| 2012                                                              | "1, 2, 3, 4" (원,투,쓰리,포)                       | 1               | 1               | *               | *               | 5               | - KOR: 2,339,809 - US: 12,000 | First Love                    |
| 2012                                                              | "Scarecrow" (허수아비)                             | 3               | 3               | *               | *               | —               | - KOR: 980,606                | First Love                    |
| 2013                                                              | "It's Over"                                        | 3               | 4               | *               | *               | 13              | - KOR: 857,918                | First Love                    |
| 2013                                                              | "Rose"                                             | 1               | 1               | *               | *               | 4               | - KOR: 1,101,275              | First Love                    |
| 2014                                                              | "I'm Different" với Lee Suhyun (hợp tác với Bobby) | 1               | *               | *               | *               | 3               | - KOR: 936,740                | Seoulite                      |
| 2016                                                              | "Breathe" (한숨)                                   | 2               | *               | *               | *               | 22              | - Hàn: 2,500,000              | Seoulite                      |
| 2016                                                              | "Hold My Hand" (손잡아 줘요)                       | 8               | *               | *               | *               | —               | - Hàn: 567,008                | Seoulite                      |
| 2016                                                              | "My Star"                                          | 9               | *               | *               | *               | —               | - Hàn: 320,029                | Seoulite                      |
| 2019                                                              | "No One" (누구 없소) (hợp tác với B.I)             | 2               | 4               | 17              | 33              | 6               | - Mỹ: 1,000                   | 24°C                          |
| 2020                                                              | "Holo"(홀로)                                       | 7               | —               | —               | 39              | —               |                               | Đĩa đơn không nằm trong album |
| "—" tức bài hát không xếp hạng hoặc không ra mắt tại quốc gia này |                                                    |                 |                 |                 |                 |                 |                               |                               |

### Với tư cách nghệ sĩ góp giọng
| Năm                                                                | Tên                                                        | Vị trí cao nhất | Vị trí cao nhất | Doanh số         | Album                             |  |
| Năm                                                                | Tên                                                        | Hàn             | Hàn             | Doanh số         | Album                             |  |
| Năm                                                                | Tên                                                        | Gaon            | KOR Hot         | Doanh số         | Album                             |  |
| ------------------------------------------------------------------ | ---------------------------------------------------------- | --------------- | --------------- | ---------------- | --------------------------------- |  |
| 2012                                                               | "It's Cold" (Epik High hợp tác với Lee Hi)                 | 1               | 1               | - Hàn: 1,868,347 | 99                                |  |
| 2016                                                               | "Refrigerator" (Gill hợp tác với Lee Hi & Verbal Jint)     | 19              | *               | - Hàn: 142,995   | Đĩa đơn không nằm trong album     |  |
| 2016                                                               | "Like" (처럼) (Dok2 với Yoo Jaesuk hợp tác với Lee Hi)     | 7               | *               | - Hàn: 309,578   | Infinite Challenge Great Heritage |  |
| 2017                                                               | "On & On" (Dok2 hợp tác với Lee Hi)                        | —               | *               | —                | Reborn                            |  |
| 2017                                                               | "X" (Code Kunst hợp tác với Lee Hi)                        | —               | *               | —                | Muggles Mansion                   |  |
| 2017                                                               | "Here Come The Regrets" (Epik High hợp tác Lee Hi          | 12              | 19              | - Hàn: 123,630   | We've Done Something Wonderful    |  |
| 2019                                                               | "XI" (Code Kunst hợp tác với Lee Hi)                       | —               | —               | —                | Đĩa đơn không nằm trong album     |  |
| 2020                                                               | "Yours" (Raiden và Chanyeol hợp tác với Lee Hi và Changmo) | 49              | —               |                  | Đĩa đơn không nằm trong album     |  |
| "—" tức bài hát không xếp hạng hoặc không ra mắt tại quốc gia này. |                                                            |                 |                 |                  |                                   |  |

### Song ca
| Năm  | Tên                               | Vị trí cao nhất | Doanh số       | Album            |
| Năm  | Tên                               | KOR             | Doanh số       | Album            |
| ---- | --------------------------------- | --------------- | -------------- | ---------------- |
| 2013 | "All I Want for Christmas Is You" | 17              | - Hàn: 115,674 | Non-album single |

## Các bài hát khác được xếp hạng
| Năm                                                                | Tên                                                       | Vị trí cao nhất | Vị trí cao nhất | Doanh số       | Album      |
| Năm                                                                | Tên                                                       | Hàn             | Hàn             | Doanh số       | Album      |
| Năm                                                                | Tên                                                       | Gaon            | KOR Hot         | Doanh số       | Album      |
| ------------------------------------------------------------------ | --------------------------------------------------------- | --------------- | --------------- | -------------- | ---------- |
| 2013                                                               | "Special" (hợp tác với Jennie Kim)                        | 21              | 16              | - Hàn: 206,840 | First Love |
| 2013                                                               | "One-Sided Love" (짝사랑)                                 | 27              | 21              | - Hàn: 151,971 | First Love |
| 2013                                                               | "Dream"                                                   | 44              | 35              | - Hàn: 114,713 | First Love |
| 2013                                                               | "Turn It Up (Intro)"                                      | 64              | —               | - Hàn: 62,346  | First Love |
| 2013                                                               | "Fool for Love" (바보)                                    | 63              | 43              | - Hàn: 59,464  | First Love |
| 2013                                                               | "Because"                                                 | 80              | 56              | - Hàn: 33,713  | First Love |
| 2013                                                               | "Am I Strange" (내가 이상해)                              | —               | 85              | - Hàn: 27,630  | First Love |
| 2016                                                               | "World Tour" (hợp tác với Mino)                           | 14              | *               | - Hàn: 236,646 | Seoulite   |
| 2016                                                               | "Fxxk Wit Us" (hợp tác với DOK2)                          | 19              | *               | - Hàn: 155,601 | Seoulite   |
| 2016                                                               | "Official" (hợp tác với Incredivle)                       | 27              | *               | - Hàn: 119,707 | Seoulite   |
| 2016                                                               | "Video" (hợp tác với Bobby)                               | 21              | *               | - Hàn: 160,960 | Seoulite   |
| 2016                                                               | "Blues" (희망고문)                                        | 41              | *               | - Hàn: 103,591 | Seoulite   |
| 2016                                                               | "Up All Night" (밤샘) hợp tác với Tablo                   | 42              | *               | - Hàn: 77,666  | Seoulite   |
| 2016                                                               | "Passing By" (스쳐 간다)                                  | 59              | *               | - Hàn: 69,193  | Seoulite   |
| 2016                                                               | "Missing U"                                               | 63              | *               | - Hàn: 64,678  | Seoulite   |
| 2019                                                               | "No Way" (hợp tác với G.Soul)                             | 121             | —               | —              | 24°C       |
| 2019                                                               | "Love Is Over"                                            | 170             | —               | —              | 24°C       |
| 2019                                                               | "1, 2" (한두 번) (hợp tác với Choi Hyun-suk của Treasure) | 171             | —               | —              | 24°C       |
| "—" tức bài hát không xếp hạng hoặc không ra mắt tại quốc gia này. |                                                           |                 |                 |                |            |

## Nhạc phim
| Năm                                                                | Tên                                                    | Vị trí cao nhất | Vị trí cao nhất | Doanh số       | Album                    |
| Năm                                                                | Tên                                                    | Hàn             | US World        | Doanh số       | Album                    |
| ------------------------------------------------------------------ | ------------------------------------------------------ | --------------- | --------------- | -------------- | ------------------------ |
| 2016                                                               | "Can You Hear My Heart" (Epik High hợp tác với Lee Hi) | 12              | 14              | - Hàn: 254,899 | Người tình ánh trăng OST |
| 2016                                                               | "My Love" (내 사랑)                                    | 19              | 22              | - Hàn: 134,764 | Người tình ánh trăng OST |
| 2018                                                               | "Golden Slumbers"                                      | —               | —               | —              | Golden Slumber OST       |
| "—" tức bài hát không xếp hạng hoặc không ra mắt tại quốc gia này. |                                                        |                 |                 |                |                          |